# Hardi Richárd
Hardi Richárd (Budapest, 1958 –) missziós szemészorvos Afrikában.

## Életpályája
Hatgyermekes család negyedik gyermekeként született. 15 éves korában – mivel édesapja Algériában vállalt munkát – szüleivel és három testvérével Algériába utazott. A Constantine városában eltöltött 5 év mély nyomot hagyott benne. Afrika iránti vonzalma ekkor alakult ki véglegesen. 
Hazatérte után elkezdte tanulmányait az orvosi egyetemen. Gyakorló éveit és szemészeti szakvizsgáit a tatabányai kórházban végezte el, ekkor már a Nyolc Boldogság katolikus közösség tagjaként. A közösség irányítása alatt működött a kabindai kórház, ahol akkor már régóta kerestek szemész szakorvost. Így került ki és kezdte el misszióját 1995-ben. Itt szembesült az iszonyatos körülményekkel, a kórház felszereltségének hiányosságaival és az orvoshiánnyal.
2020-ban Szemtestvér címmel dokumentumfilmet mutattak be Richárd testvér kongói szolgálatáról, missziójáról.
2020-ban Magyar Becsület Rend kitüntetést kapott.

## Külső hivatkozások
- Kongóba küldött az Úr, és én válaszoltam a hívására – Interjú Hardi Richárd szemorvossal
- Imába kapaszkodva Afrikában – Hardi Richárd szemorvos tanúságtétele
- Magyarok Kongóban (Család-barát extra)